# Гелікоптерний майданчик Канів
49°41′49″ пн. ш. 31°33′44″ сх. д. / 49.69694° пн. ш. 31.56222° сх. д.
Гелікоптерний майданчик Канів — об'єкт інфраструктури в Україні, призначений для прийому вертольотів, знаходиться в експлуатації з 2012 року. 
Розташований у с. Пекарі Канівського району Черкаської обл., на відстані 8 км від м. Канів, з'єднується з містом дорогою з асфальтовим покриттям.
Побудова майданчика присвячувалася до Євро-2012, об'єкт став причиною звинувачень уряду Януковича у корупції.

## Характеристики
Майданчик придатний до виконання польотів гелікоптерів типу МІ-8 при масі не більше 13 000 кг, що відповідають технічним характеристикам «Клас 1» або «Клас 2» та сертифіковані за Category А або В Small Rotorcraft за правилами візуальних польотів та правилами польотів за приладами.
Обслуговує майданчик Київський FIR. Польотно-інформаційне обслуговування здійснюється у класі G.
Станом на 2018 рік використовуються такі засоби забезпечення безпеки польотів, навігації та посадки: автоматичний радіопеленгатор від Roden&Schwars (Німеччина), приводна радіостанція Vector Nautel (Канада).
Гелікоптерний майданчик обладнаний засобами радіо- і електрозв'язку (АФТН, телефонний зв'язок, факсимільний зв'язок, телефонний мобільний зв'язок, канал Internet), світлосигнальною системою.
Для вимірювання метеорологічних величин, складання метеорологічних зведень погоди та доведення їх до органів обслуговування повітряного руху і екіпажів встановлено автоматичний метеокомплекс «Тропосфера-1».
Використання гелікоптерного майданчика можливо вдень та вночі, але тільки за попередньою згодою з Украерорухом (Черкаська СОПР РСП «Київцентраеро»). Він не використовується для постійного базування ПС та не забезпечує заправку пальним.
При використанні гелікоптерного майданчика для термінових польотів з обслуговування організацій охорони здоров'я, пошуково-аварійних та рятувальних робіт, узгодження з Украерорухом не потрібне. Гелікоптерний майданчик обладнаний рятувальними та протипожежними транспортними засобами категорії 3.

## Історія
У 2011 році вартість побудови майданчика оцінювався у 90 млн грн. У Кабміні зазначили, що будівництво проходить в рамках підготовки до Євро-2012. Опозиція заявила, що уряд «розбазарює гроші під прикриттям Євро-2012».
У березні 2012 року начальник Головного управління капітального будівництва Черкаської облдержадміністрації Євген Стовбун повідомив, що на зміцнення берегів Дніпра біля вертолітного майданчика витратять понад 27 мільйонів гривень.
Вартість побудови майданчика складала 130 млн грн станом на 2012 рік.

## Скандали
У березні 2013 року до вертодрому не пустили народних депутатів від ВО «Батьківщина», журналістів та інших громадян. Охоронці мотивували це тим, що це приватна територія.
Станом на квітень 2013 року, згідно повідомлення прес-служби Олександра Бригинця, вертодром був не сертифікований, не зважаючи на те, що його будували до Євро-2012, і станом на 2013 рік приймає пасажирів. Прес-служба у цьому висновку посилалася на відповідь Державіаслужби України.
У березні 2017 року Ірина Геращенко закликала Генпрокуратуру розслідувати обставини побудови майданчика за часів Януковича і виділення коштів під це будівництво.